# Иванов, Валентин Дмитриевич
Валенти́н Дми́триевич Ивано́в (18 (31) июля 1902, Самарканд, Самаркандская область, Российская империя — 7 апреля 1975, Москва, РСФСР, СССР) — русский советский писатель, автор приключенческих и исторических романов. Наиболее известен как автор исторической трилогии «Повести древних лет» (1955), «Русь изначальная» (1961) и «Русь великая» (1967).
Валентин Иванов родился в Средней Азии в семье учителя, получил гимназическое образование, с 16 лет начал зарабатывать самостоятельно. Пройдя службу в Красной Армии во время гражданской войны, в 1920—1930-х годах много ездил по СССР по делам Текстильторга, в 1935—1937 годах работал на освоении Ишимбаевского нефтяного месторождения, далее был переведён на строительство Омского шинного завода, где работал до 1941 года. Более семи лет служил в структурах Главстроя наркомата пищевой промышленности СССР как инженер-строитель и экономист-ревизор проектов, посетив десятки строек по всей стране.
К литературной деятельности обратился поздно: в 1947 году Иванов получил заказ на научно-популярный очерк для журнала «Знание — сила», где в течение 1948 года публиковался трижды, а в 1949—1950 годах печатал с продолжением свой первый фантастический роман. С 1952 года, имея 35 лет трудового стажа, Иванов был принят кандидатом в Союз писателей СССР и с тех пор зарабатывал только литературой; статус действительного члена Союза писателей он получил в 1956 году. Начав с «фантастики ближнего прицела» (роман «Энергия подвластна нам», 1951, и повесть «В карстовых пещерах», 1952), Иванов опубликовал два шпионских романа — «По следу» (1952), «Возвращение Ибадуллы» (1954) — и детективный роман «Жёлтый металл» (1956), который был запрещён советской цензурой и изъят из продажи и библиотек. После 1955 года В. Д. Иванов окончательно перешёл к жанру исторического романа. В 1960-е годы принимал участие в собраниях Московского отделения Всероссийского общества охраны памятников истории и культуры (ВООПИиК). Его произведения пользовались популярностью у читателей, хотя подвергались критике профессиональных историков и литературоведов. Высказывались прямо противоположные мнения о литературных достоинствах, исторической достоверности и идеологических основаниях текстов В. Иванова.
Роман «Русь изначальная» оказался востребован кинематографистами: по мотивам одной из сюжетных линий в 1973 году был поставлен мультфильм «Детство Ратибора» (сценаристом выступил сам В. Иванов), а в 1985 году одноимённый полнометражный художественный фильм, вызвавший разноречивые отзывы критиков. Романы, рассказы и повести Валентина Иванова переиздаются также и в XXI веке.

## Биография

### Детство и отрочество (1902—1917)
Валентин Иванов не оставил автобиографических произведений и не любил говорить о обстоятельствах личной жизни. В частном письме от 20 июня 1957 года он утверждал, что «меньше всего меня интересует моя личность». Основные сведения о его жизненном пути представлены в ответах на анкеты Дома детской книги (апрель 1956 года) и редакции Краткой литературной энциклопедии от апреля 1974 года. В обширном корпусе переписки с читателями и друзьями иногда содержатся некоторые воспоминания. Валентин Иванов родился 31 июля (по новому стилю) 1902 года в Самарканде в семье народного учителя; отец его умер в 1906 году, и воспитанием мальчика занималась мать — учительница французского языка. В переписке многократно упоминалось, что он являлся профессиональным читателем; основы литературной культуры были привиты в детстве и развились в гимназии, где была богатая библиотека. В детстве Иванов самостоятельно овладел скорочтением и одному из своих корреспондентов сообщал:

…Учат скучно и отбивают вкус к литературе, к чтению. Кроме того, надобно иметь технику чтения, как это ни странно звучит. Надо уметь глотать в день по пятьсот страниц, запинаясь и перечитывая нужное. Иначе скучно, ибо далеко не каждую книгу стоит читать всласть.
Из гимназии было вынесено также свободное владение французским языком. «Начало сознательной жизни было слито со знакомством с классиками» русской и мировой литературы: Пушкиным, Лермонтовым, Гоголем, Некрасовым, А. К. Толстым, Кольцовым, Никитиным, Львом Толстым («Крейцерова соната» по нелегальному изданию) и Достоевским, Гюго, Диккенсом, Теккереем, Плутархом, Тацитом. Знакомство с приключенческой литературой также состоялось в раннем возрасте: Валентин читал Майна Рида, Эмара, Герштеккера, Купера, Стивенсона, Киплинга, Лондона, Стекпула, Пембертона, Хаггарда, Буссенара, Жаколио, Авенариуса, Алтаева, Дюма, Сенкевича, Мордовцева, Крашевского, В. И. Немировича-Данченко. У Конан Дойля ему особенно нравились его исторические романы; «всерьёз» воспринимались романы Герберта Уэллса и даже «Адская война» Жиффара. Из научно-популярной литературы в памяти отложилась книга инженера Рюмина «Чудеса науки и техники».

### Трудовые годы (1918—1951)
С весны 1918 года Валентин начал работать грузчиком на кирпичном заводе, поскольку зарплата служащих в те годы была ничтожной, а пайки весьма скудными. По квалификации тех лет он числился «рабочим тяжёлого труда», получая довольствие по первой категории, составлявшее с натуральными выдачами и зарплатой основной источник существования семьи.

Сам я в шестнадцать лет, будучи грузчиком на кирпичном заводе, катал восемь часов тачки… по стальным доскам. Восемьдесят штук сырца или сотня жжёного: триста кило. Правда, тачка такова была, что лишь при подъёме за ручки выжимаешь пудов пять. А далее на руках лежит не более пуда, зато не зевай, не дай перевесить. Сейчас бы меня заставили, сразу б ноги протянул.
В 1919 году Валентин пошёл в Красную Армию, служил самокатчиком в мотопулемётном отделении Девятой армии, но в начале 1920 года был демобилизован как не достигший призывного возраста. Работая на разных специальностях, Иванов окончил советскую трудовую школу (в Пензе) и некоторое время провёл в железнодорожном техническом училище. Высшее образование получить ему так и не удалось, возможно, по причине «неправильного» социального происхождения. Несколько десятилетий последующей жизни он описывал пунктиром: с 1924 года Валентин устроился в Москве на завод «Каучук», а затем сделался инспектором-контролёром Текстильторга, находясь в постоянных разъездах; до 1930 года служил коммерческим корреспондентом и экономистом-плановиком. Далее Иванов по партийному призыву перешёл в структуры Наркомтяжпрома, о чём в анкете писал так: «дипломированных инженерно-технических работников не хватало, и в группу ИТР входило немалое число „практиков“, к которым я и принадлежал». В 1935 году по мобилизации специалистов был направлен на строительство Уфимского крекинга, связанного с освоением Ишимбаевских месторождений, и вернулся в Москву в 1937 году. Год он проработал в сметном секторе Наркомата оборонной промышленности по анализу проектов. В мае 1938 года Главное управление резиновой промышленности командировало Иванова на строительство завода автомобильных шин в Омск на должность начальника планового отдела. Занятость не мешала заниматься охотой и подолгу бывать в тайге и степях. Накануне Великой Отечественной войны В. Д. Иванов был назначен заместителем начальника сектора Наркомрезинпрома СССР, а после его эвакуации был начальником производственно-планового Химфармзавода № 9 в Москве. В мае 1943 года он перешёл инженером-строителем в экспертный отдел ЦНИИ Пищестроя Главстроя МПН СССР и за семь последующих лет был в командировках на десятках строек Советского Союза, а также читал лекции в строительных и проектных организациях.

### Переход к литературной деятельности (1951—1956)
По словам жены писателя В. Путилиной, приход Валентина Иванова в литературу «произошёл как-то неожиданно, сам собой». В анкете В. Д. Иванов утверждал, что с одним из сотрудников журнала «Знание — сила» он случайно встретился в 1947 году и получил заказ на очерк «вроде кратчайшей истории строительной техники с древнейших времён и до нашего времени». Далее последовало ещё несколько статей, и, наконец, редакция посоветовала инженеру-экономисту попробовать свои силы в беллетристике. В 1951 году отдельным изданием вышел его научно-фантастический роман «Энергия подвластна нам», сюжетом которого служит попытка применения «лучей смерти» против СССР американскими империалистами и уцелевшими фашистами. В 1952 году Иванов опубликовал две фантастико-приключенческие повести, основанные на его опыте инженера-строителя и знатока степей Приуралья: «По следу» и «В карстовых пещерах». В результате, имея тридцать пять лет трудового стажа, Валентин Дмитриевич стал зарабатывать только литературным трудом. Принятие в ряды Союза писателей СССР затянулось. Рекомендации Иванову дали Илья Эренбург, а также Георгий Тушкан и Фёдор Панфёров. Рецензентами произведений претендента назначили Любовь Воронкову и Леонида Гроссмана; последний поддержал Иванова на заседании приёмной комиссии 8 декабря 1952 года. Из-за поддержки «космополитов-либералов», по настоянию Н. Грибачёва, Валентин Дмитриевич был принят лишь кандидатом в члены Союза писателей. Одним из покровителей писателя стал Алексей Сурков, именно он помог решить жилищный вопрос: к 1954 году Иванов ютился на улице Герцена с престарелой матерью и первой женой — дочерью инженера-строителя Еленой Борисовной Королёвой (урождённой Рожанской), полностью находившейся на его иждивении. Была у них и дочь. Далее писатель перебрался на улицу Новослободскую; после 1959 года и до смерти Иванов жил на улице Второй Аэропортовской.
В середине 1950-х годов В. Д. Иванов работал в несхожей тематике, одновременно опубликовав в альманахе «Мир приключений» исторический роман «Повести древних лет», посвящённый борьбе Великого Новгорода с варягами в IX веке и освоению новгородцами Русского Севера, и выпустив в «Молодой гвардии» детективный роман «Жёлтый металл» (1956). Исторический роман вызвал интерес Б. А. Рыбакова, который выступил его рецензентом; Суркову Иванов писал о полном переходе на позиции антинорманизма. Летом 1955 года Валентин Дмитриевич обратился с просьбой о принятии его действительным членом Союза писателей, характеристику для него написал Лев Кассиль, рецензентом приёмной комиссии выступил Всеволод Иванов. На обсуждении «Повестей древних лет» в Союзе писателей, состоявшемся 26 декабря 1955 года, согласно стенограмме выступил сам академик Рыбаков, который заявил, что Иванов «знает душу народа, не только русского». Также выступали писатели Л. Никулин («это произведение украсило собой жанр исторический») и И. А. Ефремов, заявивший, что текст выражает «силу и зрелость писателя» и похвалил его за «настоящую марксистскую позицию». Имелось в виду то, что Иванов подчёркивал, что в советском историческом романе должна быть показана роль народных масс, а не воздействие культа выдающейся личности. «Повести…» получили премию на конкурсе книг для детей в Детгизе. Окончательно членом Союза писателей Валентин Иванов был принят 21 июля 1956 года на заседании Президиума Московской писательской организации по рекомендации А. Суркова, М. Алигер и О. Писаржевского. Напротив, детективный роман вызвал резко негативную реакцию партийного руководства, но в конечном итоге не последовало оргвыводов ни по поводу издательства, ни по адресу писателя, даже при попытке критиковать его в 1958 году. Однако «Жёлтый металл» был отозван из книготорговой сети, а Иванов был вычеркнут из словника «Краткой литературной энциклопедии», том которого на букву «И» вышел в 1966 году. В энциклопедию биография писателя была включена лишь посмертно, в дополнительный том.
Состоялось и близкое знакомство Валентина Иванова с Иваном Ефремовым, дружба писателей продлилась до конца жизни Ивана Антоновича. По мнению биографов Ефремова, ивановская повесть «В карстовых пещерах» перекликалась с сюжетом ефремовского рассказа «Путями старых горняков». В 1956 году именно В. Д. Иванов выступил автором послесловия к первоизданию исторической дилогии «Великая дуга», в которой изложил биографию И. Ефремова и выразил то существенное, что увидел в его творчестве: «С одной стороны — известное, с другой — возможное. Не будь учёного, не было бы, вероятно, такого писателя. Не будь в учёном художника, возможно, не было бы и учёного. Делать обеими руками сразу одно, в сущности, дело. Или
два дела, слитых в одно, — сила таланта». Судя по материалам переписки, И. Ефремов ценил произведения Иванова, включая «Жёлтый металл», и рекомендовал их знакомым. Впоследствии исторические романы Иванова Ефремов отправлял зарубежным друзьям, в том числе из США. Возможно, одной из общих тем для разговоров была тема эзотерики, в частности, «Утро магов» Бержье и Повэля, переводом этой книги Иванов занимался. Вместе с Ефремовым Иванов оказал материальную помощь вернувшемуся из мест заключения Роберту Штильмарку и оказывал содействие публикации его романа «Наследник из Калькутты»; написал положительную рецензию, всячески ободрял писателя и «пробивал» его роман в редакции. Согласно воспоминаниям Лидии Обуховой, Иванов был «расточительно щедр в общении», умел «искренне увлекаться стихией совместных размышлений», но при этом «обнаруживал внутреннюю стальную пружинку, если дело касалось убеждений».

### Историческая трилогия и последние годы жизни (1961—1975)
Известность Иванову принесли исторические романы «Русь изначальная» (1961) и «Русь великая» (1967), действие которых происходит, соответственно, в VI и XI веках. Вместе с «Повестями древних лет» (1955, о событиях IX века) они образовали трилогию о Древней Руси, занимающую центральное место в творчестве писателя. В идейном плане единство трилогии придавали авторские размышления о нравственном кредо человека, неважно, шестого либо двадцатого веков. Иванов увлёкся природоохранной деятельностью, в 1969 году предложил принять особый закон — Конституцию Прав Природы. «Как древний россич, он язычески поклонялся Природе» и в идеологическом отношении в буквальном смысле причисляется к почвенникам. После публикации «Одного дня Ивана Денисовича» В. Иванов отправил письмо Солженицыну:

Вам будет благодарна сама земля наша. За всё, за всё. Так же и за то, что Вы буквально первым заговорили о той втихомолку, в темноте загубленной безымянной, но подлинной силе, о тех, которых у нас по дикому лицемерию и до сих пор называют «простыми людьми». Безвинно загубленной силе.
Валентин Иванов был участником «Русского клуба» — неформальной организации русских националистов, собиравшихся в Московском отделении Всероссийского общества охраны памятников истории и культуры (ВООПИиК); эта организация существовала в 1968—1969 годах. Дмитрий Урнов в своих мемуарах утверждал, что не следует преувеличивать националистического элемента в деятельности ВООПИК, в отличие от последующего общества «Память»: «В Обществе Охраны памятников началось движение обратное тому, какое совершалось наверху, где люди нашего поколения от патриотизма повернулись к Западу, а в нас, подначитавшихся о Западе, возобладал патриотизм». В рядах защитников русской старины в те годы оказались Леонид Леонов и Евгений Чехарин, Иван Козловский, академики Лихачёв и Рыбаков, член-корреспондент Янин и многие другие видные деятели культуры, искусства и науки. Согласно воспоминаниям С. Семанова, ни Илья Глазунов, ни Владимир Солоухин не участвовали в деятельности «Русского клуба». Про посещения Ивановым заседаний ВООПИКа и «Русского клуба» Д. Урнов писал, что ему в ту пору «больше некуда было пойти». Участник заседаний клуба — прозаик А. И. Байгушев — утверждал, что ими была принята «церковная структура», и «благородный византизм» многое определял в деятельности «Русского клуба», а Валентин Иванов был своего рода «иереем». У Валентина Дмитриевича не сложились отношения со Львом Гумилёвым. 22 марта 1970 года В. Д. Иванов выступил с открытым письмом в газету «Советская культура», протестуя против разрушения исторической застройки Москвы, называя позицию градостроителей «зловещим самодовольством».
Некоторые критики проводили параллели, вызванные тематикой и временем действия, между романами Иванова и историческими произведениями Антонина Ладинского. В письме от 24 мая 1962 года Валентин Дмитриевич сообщал, что не стал знакомиться с «Анной Ярославной», «чтобы не мешать себе» работать над собственным замыслом («Русью великой»), но читал «В дни Каракаллы». Всякие параллели Иванов отрицал, назвав эмигранта Ладинского «человеком французской культуры», который очень добросовестно и «книжно» подошёл к решению исторических и литературных задач. В творчестве Ладинского Иванова не устраивало убеждение, что «в прошлом были другие, какие-то совсем особенные люди, совсем не такие, как мы». В этом плане античный роман Ладинского Валентин Петрович сближал с «Саламбо» Флобера, «великолепной книгой, сверкающей витриной ювелира», которую можно «любить и не верить».
В начале 1970-х годов В. Иванов сблизился с редакцией журнала «Молодая гвардия», в котором в 1972 году опубликовал свои охотничьи этюды, а далее по заказу редакции дал заключение о повести начинающего романиста Дмитрия Балашова «Марфа-посадница». Отчасти это диктовалось материальным положением писателя, которое осложнилось отсутствием переизданий его произведений, вычёркиваемых из издательских планов. Аскетичность последних лет Иванова отмечали все, кто с ним общался («жил скромно, строго, мог в быту обходиться малым, умел всё делать своими руками»). 7 апреля 1975 года Валентин Дмитриевич Иванов скончался в Москве. Лишь с начала 1980-х годов и вплоть до конца перестроечного времени его произведения стали издаваться и переиздаваться многотысячными тиражами, в том числе в партийном издательстве «Правда».
Второй женой В. Д. Иванова была детская писательница В. В. Путилина (род. 1930). В 1987 году она опубликовала сборник статей, рецензий и переписки Валентина Дмитриевича «Златая цепь времён», который В. Парыгин назвал «явлением» и «кладезем мудрости народной». При отсутствии сводной биографии В. Иванова сборник материалов, составленный В. Путилиной и снабжённый её предисловием и комментариями, является надёжным источником его жизнеописания. В 1980-е годы в кампанию популяризации литературного творчества В. Иванова включился историк А. Кузьмин, видный член «русской партии», который написал объёмное послесловие для массового издания романа «Повести древних лет», в 1985 и 1986 годах выходившего в издательстве «Современник» тиражом по 200 000 экземпляров. В 1986 году издательство «Молодая гвардия» переизданием «Руси изначальной» открыло библиотеку-серию «История Отечества в романах, повестях, документах». Издание было снабжено вводными статьями и набором приложений А. Г. Кузьмина, который рекомендовал это издание своим студентам в качестве учебного пособия. Предисловия демонстрировали собственные воззрения А. Кузьмина по варяго-русскому вопросу.

## Научно-фантастические и приключенческие произведения

### «Фантастика ближнего прицела»

#### Ранние очерки
…Мы строим мосты и причалы, 

Дороги, дома и дворцы.

Мы в каждой работе начало.

Мы мира большого творцы.

Мы в стуже сибирской стояли, 

За горло мы брали поток, 

Упорным трудом оживляли 

В пустынях палящих песок.

Хребты мы у гор пробивали, 

А строили прочно, навек.

Лицо у земли изменяли, 

Чтоб вольно здесь жил человек.
Ранние журнальные публикации В. Иванова тяготели к повествовательности. В тематическом номере журнала «Знание — сила» в 1948 году был опубликован очерк «Путешествие в завтра», основной мотив которого и был выражен в названии. Сюжет прост: безымянный экскурсовод предлагает совершить ознакомительную экскурсию по Москве недалёкого будущего. Специфика профессии — Иванов был представлен в предыдущей публикации как «инженер» — диктовала внимание к гигантскому строительству. Рассказчик представляет небоскрёбы в 32 этажа с аэродромами на крышах и парк Горького, превращённый в одну огромную оранжерею, где и среди зимы цветут тропические цветы. Главной доминантой Москвы является достроенный Дворец Советов, увенчанный громадной статуей Ленина, попирающей головой облака. В пригороде находится аэровокзал с многоэтажными взлётно-посадочными полосами. «Автору удалось собрать в коротеньком эссе практически все самые расхожие штампы, касающиеся отображения Страны Советов в фантастической литературе».
Валентин Дмитриевич Иванов участвовал в дискуссиях о фантастической и приключенческой литературе начала 1950-х годов. Он излагал ряд своих излюбленных идей, в частности, что фантастический жанр позволяет поставить людей в необычные ситуации и обострить конфликты, а также облегчает построение захватывающей интриги. Фантастика неотделима от памфлета и социальной утопии. Иванов резко выступил против ограничения места действия фантастической литературы. В одном из своих выступлений он также обращал внимание на резкую критику, которая «незаслуженно оскорбляла советского писателя» и в большинстве случаев оставляла без внимания целый жанр. Поскольку в критических выступлениях того времени расхожим штампом было «порочное подражательство худшим образцам буржуазной литературы», В. Иванов провёл собственное исследование:

…Я провёл несколько дней в библиотеке, перелистывая десятки этих иностранных «произведений». И я пришёл к выводу, что самые неудачные приключенческие и научно-фантастические книги наших послевоенных изданий намного выше буржуазной литературы этого жанра, в корне от неё отличны.

#### «Энергия подвластна нам»
Первым опубликованным художественным произведением В. Иванова стал фантастический роман «Энергия подвластна нам», который печатался с продолжением в том же журнале «Знание — сила» (1949: № 8, с. 21—30; № 9, с. 23—33; № 10, с. 20—26; № 11, с. 21—32; № 12, с. 19—26. 1950: № 1, с. 23—30; № 2, с. 26—33; № 3, с. 26—33; № 4, с. 23—29). Роман был выдержан в духе господствовавшей тогда «фантастики ближнего прицела», описывая противостояние Советского Союза с американским империализмом и присоединившимися к нему фашистскими военными преступниками, которые замышляют уничтожить СССР при помощи «лучей смерти», используя в качестве отражателя Луну. Однако Советский Союз расстраивает их коварные планы и впервые использует ядерную энергию (получаемую из синтетического «энергита») в мирных целях — для расчистки фарватера Северного морского пути и лечения рака. Писатель-фантаст Георгий Тушкан отметил, что «Энергия подвластна нам» основана на нетривиальной научно-фантастической идее: на попытку врага нанести по СССР ядерный удар советские люди заранее ответили противодействием ещё более мощного оружия. Писатель и библиограф Борис Ляпунов называл роман первым в советской послевоенной фантастике, который был посвящён атомной энергии. Валентин Иванов вспоминал, что романы «Энергия подвластна нам» и «По следу» писались «очень легко», и ему самому было очень интересно, как разворачивается интрига. «Дело в том, что никакого плана я не имел и узнавал сам, что будет дальше, по мере писания».
Роман понравился редакторам журнала Жигареву и Бордадыну и был принят к публикации Трудрезервиздатом. Однако цензура препятствовала публикации романа на атомную тематику, поэтому писателю пришлось обращаться в ЦК ВКП (б), и книжное издание вышло лишь в декабре 1951 года. При первой попытке В. Иванова вступить в ряды Союза писателей отзывы на роман «Энергия подвластна нам» дали Илья Эренбург и Леонид Гроссман. Эренбург во внутренней рецензии подчёркивал актуальность политического значения романа и нашёл его «интересным». В своём отзыве для приёмной комиссии Союза писателей Л. Гроссман сообщал, что «научно-фантастические идеи автора изложены увлекательно, сюжет книги занимателен, читается она легко»; автор умеет описывать природу, тонко чувствует её. Сильной стороной писательского мастерства В. Иванова было названо «умение изображать фантастические ситуации на фоне реальных отношений». Гроссман же первым заметил, что «автор не чужд шаблона, язык его повествования не всегда ровный, иногда тороплив, местами небрежен»; в дальнейшем рецензенты постоянно будут обращать внимание на аналогичные недостатки других произведений Валентина Дмитриевича. Авторы «Истории русского советского романа» причисляли произведение к производственно-фантастическому субжанру в одном ряду с «Подводными земледельцами» и «Земля горит» А. Беляева, «Горячей землёй» Ф. Кандыбы и «Покорителями вечных бурь» В. Сытина. На совместной сессии Академии педагогических наук и Министерства просвещения РСФСР, посвящённой обсуждению советской детской литературы (4—6 февраля 1952 года), В. Иванов удостоился похвалы за политическую актуальность, а также за то, что показал силу советской науки, основанной на философии диалектического материализма, и слабость идеалистической науки капитализма.
А. П. Лукашин считал научно-фантастическую сторону произведения наиболее слабой, утверждая, что представления автора о физике вообще и ядерной физике в частности «совершенно фантастические»; А. Ф. Бритиков также утверждал, что «„научный“ материал, начисто выдуманный или позаимствованный, скреплён детективным сюжетом с претензией на политический памфлет». Действие атомной бомбы было заимствовано из романа Г. Уэллса «Освобождённый мир»; все пассажи о физике названы «дурной выдумкой». В романе описывались защита от радиоактивного излучения при помощи электростатических полей высокого напряжения и искусственные радиоактивные элементы. Писатель-фантаст Г. Прашкевич (геолог по образованию) писал, что идея Иванова — «действующее вещество, включаясь в ничтожных, по отношению к отрезкам времени, количествах, устремлялось с такой скоростью, что опасный момент образования энергии происходил в значительном удалении от источника…» — на много лет опередила принцип, развитый С. Лемом в «Гласе Господа».
А. Смирнова в отзыве 1964 года заявила, что ранние произведения Иванова мало отличались от «однообразных и художественно слабых» фантастических произведений предыдущего десятилетия. Авторы «Истории русского советского романа» также отмечали, что присущие советскому производственному роману эпохи «бесконфликтности» вялость сюжета и тусклость языка полностью перешли в фантастико-производственный жанр. Для «Энергии» характерна неприкрытая дидактика, а советские люди «занимаются главным образом тем, что уговаривают друг друга бороться за мир». Некоторые штампы А. Бритиков именовал «навязчивыми», например, непременная лысина у шпионов и иностранных злодеев; впрочем, эти штампы были характерны для всей послевоенной фантастики. Об «устарелости» романа Иванова писал в 1960 году и Илья Березарк. Литературовед М. Хлебников обратил внимание, что начинающий писатель вдохновлялся романом Жюля Верна «Пятьсот миллионов бегумы», который носил политический характер. Согласно мнению Хлебникова, сюжет «Энергии» откровенно провисает, а В. Иванов, как многие неопытные писатели, не в силах с этим справиться, либо прибегая к торопливому пересказу событий, либо перегружает текст избыточными деталями. На этом фоне выделялись «сильные и точные» пейзажные зарисовки. В этом была парадоксальность писательского дебюта В. Иванова: в силу профессиональной компетентности автора научно-техническая сторона книги должна была явиться базовой, но «проигрывает её необязательному (художественному) элементу». О. Хузе осудил в романе «безудержное фантазирование», которое увело фантастику от научности, вдобавок, борьба американских империалистов против СССР изображена в виде боевого поединка группы учёных с той и другой стороны. «Ближний прицел» фантастического замысла неизбежно приводил к тому, что социальное прогнозирование оказывалось полностью несостоятельным. В перестроечную эпоху Вл. Гаков констатировал, что сталинская фантастика борьбы за мир (и «Энергия» как её «вершина») памятна только специалистам-библиографам и немногим энтузиастам-фэнам, может послужить «мишенью для не утруждающих себя пародистов».

#### «В карстовых пещерах»
Повесть «В карстовых пещерах», опубликованная ещё в 1950 году в сборнике авторов-фантастов, в 1952 году вызвала резко негативную рецензию геолога А. Малахова, опубликованную в «Литературной газете». Отчасти из-за этого сорвался приём В. Иванова в Союз писателей, когда ему пришлось довольствоваться званием кандидата. В саркастическом духе А. Малахов так описывал сюжет произведения:

Представитель одной московской проектной организации пришёл в московский геологический институт с просьбой, чтобы ему дали заключение о том, что на участке, намеченном для строительства завода в районе реки Белой, грунт плохой и завод там строить нельзя. В геологическом институте нашлись умные люди, раскусившие козни проектной организации. Чтобы пресечь эти козни, в район строительства была послана геологическая партия…

Приехав в район строительства, геологи сразу же приступили к делу. 1) Они провалились под землю вместе с трактором в только что возникшую карстовую воронку и остались живы, 2) заблудились в пещере, 3) разыскивали в пещере пути, по которым шли пугачёвцы, 4) занимались исследованием условий жизни обитателей пещер — протеев, 5) попали в подземное наводнение и остались живы, 6) чуть не отравились нефтяными газами, 7) нашли месторождение золота и (по пути) алмазов, 8) ловили петлёй за ногу неприятного молодого человека из московской проектной организации, державшего в это время за шиворот одного из геологов, который едва не упал в пропасть… За всеми этими делами геологи забыли о своей главной цели.
Помимо сугубо технических ошибок, касавшихся находки золота и алмазов в одном и том же месте или сцены крушения трактора, рецензент отмечал стилистические погрешности текста. Например, описывая сближение главного героя и главной героини, автор использовал такие метафоры: «любовно стонали сизые голуби вяхири», да длинноносый бекас «пел песнь любви своей скромной подруге вибрацией жёстких перьев в расставленных крыльях». Раздражение рецензента вызвало то, что в финале, когда в Москву отправлена телеграмма об открытии «драгоценных ископаемых», на станции, несмотря на грохот товарных поездов, запел соловей. Эта сцена названа «сделанной на публику». В эпизоде посещения балета в Большом театре внимание рецензента привлекла конструкция: «под трагический грохот увертюры исчезал дивной красоты занавес». Это сочетание стало заголовком рецензии. На литературно-критических чтениях В. Иванов в своём докладе осудил «отсутствие смелости в некоторых редакциях и наличие рецензий, неправильно оценивающих приключенческие произведения», что привело к очень малому числу выпускаемых остросюжетных книг.
Как все произведения советской литературы эпохи культа личности, повесть «В карстовых пещерах» полна упоминаний о вожде и партии. Когда в поезде по заявке пассажиров радиоточка исполняет песню о Сталине, девочка «просто и гордо» говорит: «Это я просила. Я очень люблю песни о нашем Сталине!» Присутствуют и стандартные для тех лет порицания бюрократизму и славословия партии, которая учит не сдаваться перед трудностями. Вместе с тем Г. Прашкевич обращал внимание на появление в романе исторической темы: повесть начинается с легенды о сподвижниках Салавата Юлаева, бежавших после разгрома пугачёвского восстания куда-то в пещеры. В финале, когда геологи открыли подземную реку, они нашли останки павших пугачёвцев.

### Шпионские романы Валентина Иванова

#### Жанровая специфика
Критик Михаил Хлебников отмечал, что, потерпев неудачу с фантастическими произведениями, Валентин Иванов переключился на чрезвычайно популярный в сталинской литературе жанр шпионского романа. Для этого жанра, который и в XXI веке практически не затронут исследователями, характерен дуалистический взгляд на мир:

С одной стороны, есть СССР-Космос — мир гармонии, красоты и порядка. С другой стороны, наличествует Запад-Хаос, единственная задача которого сводится к разрушению Космоса. Шпионы — агенты Хаоса, пересекая границу двух миров, не столько выполняют конкретно поставленное «шпионское задание»: выкрасть чертежи, взорвать мост, убить талантливого изобретателя, — сколько самим фактом своего пребывания пытаются подорвать целостность Космоса. В этом отношении шпионский роман… выступает в качестве художественного обоснования модели добровольной изоляции, автаркии не просто экономической, но и духовной.
Писатели и фантастоведы Дмитрий Володихин и Игорь Чёрный утверждали, что шпионский роман генетически связан с фантастической прозой и представлял собой чуть ли не единственную разновидность авантюрного детектива, которая активно развивалась в сталинском СССР (лучшими представителями жанра являются «Голова профессора Доуэля» А. Беляева и «Гиперболоид инженера Гарина» А. Толстого). Сюжеты выстраивались по единому шаблону: некий отечественный учёный или изобретатель делает эпохальное открытие или изобретение, за которым начинают охотиться иностранные шпионы-диверсанты, которым противостоят доблестные советские органы внутренних дел или контрразведка. Зеркальный сюжет изображал иностранного творца, который попадал в «грязные лапы спецслужб», и далее либо погибал, либо перебирался в Советский Союз. Жанр был актуальным в преддверии Второй мировой войны и остался актуальным после начала холодной войны и появления ядерного оружия. По мнению М. Хлебникова, обращение Иванова к шпионскому жанру не следует считать простым следованием конъюнктуре или затянувшимся поиском писательской ниши. Судя по его последующему творчеству, Валентина Дмитриевича увлёк образ самодостаточного, цельного общества-коллектива, отстаивающего своё существование в борьбе с внешней угрозой; со временем это развилось в его базовую идею.

#### «По следу» и «Возвращение Ибадуллы»
Приключенческие романы «По следу» и «Возвращение Ибадуллы» читатели и критики воспринимали в единстве, отмечая и профессиональный рост писателя. «По следу» был вторым для своего автора объёмным литературным произведением, публиковавшимся в журнале «Знание — сила» (1952, № 1—8). В нём впервые была поставлена главная авторская задача — поиски нравственной подоплёки человеческих поступков. Это не исключало ни остросюжетности, ни положительных эмоций, которые транслируются читателю. Иванов научился работе с сюжетными узлами и справился с динамикой повествования. В 1951 году он писал сибирскому учёному С. В. Макарову, что в основу повествования были положены «приключения современного молодого человека, поставленного обстоятельствами в необходимость решать и действовать в одиночестве». Во внутренней рецензии для приёмной комиссии Союза писателей Л. Гроссман подчёркивал достоинства произведения, в первую очередь «умение автора изображать фантастические ситуации на фоне реальных отношений». Зоотехник Алонов, обыкновенный скромный советский молодой человек, отправился в приуральскую степь для поиска новых совхозных пастбищ и столкнулся с диверсантами, которые хотели заразить степи специально выведенной саранчой. Всё действие романа занимало пять суток, насыщенных перестрелками, погонями, засадами, своего рода «элементами вестерна». «Фигуры диверсантов нарисованы реалистическими тонами. Борьба Алонова с диверсантами описана живо, реально. Это не бумажная, условная борьба. Поэтому и увлекаешься всеми этапами этой борьбы, подробно и последовательно описанной автором». Выступая 8 декабря 1952 года на заседании приёмной комиссии, Л. Гроссман поделился личными впечатлениями: получив рукопись на рецензию, он решил перед сном удостовериться, «какой труд мне предстоит для чтения, и увлёкся — смотрю, уже час читаю и с интересом».
Положительную рецензию на роман опубликовал в «Литературной газете» 27 января 1953 года Георгий Гулиа. Начав с политической актуальности («бдительности» и «разоблачения происков американской разведки — главного источника шпионажа и диверсий в мире»), рецензент отметил достоверность описанной обстановки и характеров, продуманность поступков, талант пейзажных описаний. Георгий Дмитриевич перечислил и слабые стороны текста Иванова: в первую очередь тяготение автора к штампам, особенно заметным в главах, посвящённых биофабрике Бертериджа в Западной Германии, где разрабатывается биологическое оружие, «грубое упрощение» при изображении врагов. При описании биофабрики появляются «звероподобные фигуры с лошадиными зубами. Хриплые голоса, брань, бутылки виски». Эти эпизоды находятся в вопиющем противоречии с описаниями степной природы и кажутся написанными другой рукой. В 1962 году в письме одному из читателей Иванов именовал свой роман «нечто, мною ныне неценимое». Переводчику О. Денисенко Иванов сообщал, что в то время, когда создавал свой роман, видел в писании книг лишь «новое для себя увлекательное занятие».
М. Хлебников проанализировал в романе «По следу» сюжетный пласт, пропущенный советскими и постсоветскими критиками. Организатор диверсии — агент иностранной разведки Сударев — связывается в городе близ совхоза Алонова с бывшим немецким прихвостнем Клебановским, который подыскал исполнителей для совершения диверсии: уголовника и дезертира Фигурнова, бывшего дельца Хрипунова, Махмета-оглы — крымского татарина, высланного за пособничество оккупантам. Хрипунов предельно откровенно объясняет свои претензии к советской власти (данный мотив затем появится и в «Жёлтом металле»):

В других странах законы дают свободу действовать по-своему, никто не мешает деловому человеку, никто к нему не лезет, не спрашивает. Уплатил налоги — будьте здоровы! Подумать — советуются с юристами, как уплатить меньше налогов, и никто не считает это зазорным. Честное состязание! Уж я бы сумел… А здесь — нечем дышать, нечем!.. — Здесь у них всё — преступление!
Роман «Возвращение Ибадуллы» сначала печатался в журнале «Знание — сила» (№ 5—11 за 1953 год) и сразу вызвал интерес читателей, в том числе в Узбекистане, где разворачивается действие. Н. Глущенко утверждал, что по знанию Ивановым обычаев и нравов Востока он может быть сравниваем с Л. В. Соловьёвым, автором «Повести о Ходже Насреддине». Выпуск книжного издания затянулся почти на два года из-за дефицита бумаги и срыва производственного плана. В основе сюжета была судьба Ибадуллы — сына узбекского патриота, который ещё в годы гражданской войны эмигрировал в Афганистан. Разочаровавшись в исламизме, лишившись в эпидемии жены и детей, Ибадулла во что бы то ни стало хотел вернуться в свой родной край. Он смог незамеченным пройти через границу сразу после разрушительного землетрясения, но попал в пути под обвал. Ибадулла был спасён простыми пастухами, доставлен в больницу. Пробравшись в город юности своих родителей (названный в романе Аллакенд; судя по упоминанию Мавзолея Саманидов и многочисленных медресе, это Бухара), он постепенно понимает, что будущее узбеков — за Советской властью в семье братских народов, и становится «своим», устраивается работать в партию геологов, орошающих пустыни. Органы государственной безопасности убеждаются, что Ибадулла не опасен, и оставляют его в покое. Второстепенный сюжет касался проекта профессора Шаева, предусматривавшего переброску вод Енисея в Среднюю Азию. Параллельно из Афганистана в советскую Среднюю Азию заброшен диверсионный отряд, который должен отравить воду в Аллакенде и убить влиятельных сторонников советской власти. В финале Ибадулла помогает разоблачить бывших собратьев по вере. А. Смирнова утверждала, что в этом романе проявилась способность В. Иванова к раскрытию характеров через детали национального колорита, и сетовала, что критики не проявили интереса к «Ибадулле».

### «Жёлтый металл»

#### Содержательные и литературные особенности
В 1954 году Валентин Иванов взялся за детективный роман, сюжет которого и материалы получил из подлинных следственных дел. Впоследствии это привело к легенде, что он якобы работал в милиции, что опровергал в письмах к читателям. А. Суркову Валентин Дмитриевич сообщал, что «нужно раскрыть причины, психологию, вызвать правильное отношение и к преступнику, и к преступлению». «Жёлтый металл» вышел в свет в декабре 1956 года в издательстве «Молодая гвардия» девяностотысячным тиражом.
Роман охватывал широкую панораму жизни позднесталинского СССР (действие происходило в 1952 году) от золотых приисков Восточной Сибири до городов Поволжья, Средней Азии, Москвы и Сочи. Основной сюжет вращался вокруг краж добываемого на рудниках золота и путей его контрабанды в европейскую часть страны и последующей перепродажи. По сюжету, одноклассники Луганов и Маленьев, вернувшись с войны, стали работать в золотодобывающей промышленности. Сначала утаённое золото за малую цену (шесть с половиной рублей за грамм) скупал мастер Александр Окунев, который переправлял по почте золотой песок в Сочи, где его жена сбывала металл своему любовнику Томбадзе. Потом Луганов решил, что Окунев зарабатывает слишком много, и поехал к родным в Котлов (Казань), где золото скупал старообрядец Зимороев. Параллельно дело о хищениях вёл следователь Нестеров, а его коллеги-контрразведчики узнали у немецкого шпиона, как тот пытался завербовать скупщиков золота, чьи каналы замыкались на маклере Фроиме Трузенгельде и его сыне Михаиле. Остро сатирически была выписана сцена общения Трузенгельда с часовщиком Владимиром Бродкиным и их спора о цене на золото. Постепенно следователи разоблачили поставки Окунева и начали разработку связей Бродкина, который работал с некой Мейлинсон, от которой золото уходило на Запад через границу. В свою очередь, Томбадзе имел выходы на Среднюю Азию, откуда металл уходил через границу на Восток.
Как отмечал историк Н. Митрохин, «Жёлтый металл» можно рассматривать как документ эпохи, обвиняющий власти в нарушении экономических свобод, пресечении естественного интереса человека к предпринимательству, развале российской деревни. Цензура принудила писателя вычеркнуть целую главу, обличающую цыган, хотя фоновое раздражение от их деятельности заметно в тексте. Автор много критиковал советскую систему образования, в том числе низкокачественные диссертации, обличал распространение алкоголизма в быту и пьяные зачатия, прямо описал возможность уйти от ареста за деньги (добравшись до окружения Берии). Детективная часть нестандартна, поскольку длинное описание цепочки перепродаж золота и короткая финальная часть нужны автору для того, чтобы выполнить свою основную задачу: «продемонстрировать множественность видов нелегального бизнеса, существовавшего в сталинском СССР, и тем самым фактически обличить существующую в государстве экономическую практику, приписав самые негативные её стороны влиянию „инородцев“ и других заведомо „чуждых элементов“ — старообрядцев и иностранных агентов». Главным в книге, по мнению Н. Митрохина, было иное: роман Иванова представлял собой «первое в СССР за несколько десятилетий литературное произведение на русском языке, проникнутое ксенофобией в отношении целого ряда этнических групп и ещё три десятка лет не имевшее в этом деле публично заявлявших о себе последователей». Равным образом Н. Митрохин крайне не одобрял «домостроевской» морали В. Иванова, в произведении которого нет ни одного положительного женского персонажа. По мнению М. Хлебникова, в этом суждении присутствует известное упрощение. Главный трагический посыл романа заключается в том, что советская власть являлась силой, жестоко подавлявшую личную свободу; поэтому лёгкое, без колебаний «сваливание» героев в беззаконие объясняется попыткой выхода за установленные границы. Увеличение риска и степени наказания требует высокой степени профессионализма, недоступного Окуневу, который пересылал золото в старых валенках. Замкнутость преступных сообществ даёт некоторую иллюзию безопасности, и здесь огромную роль играет этническая спаянность преступников. На материале Кавказа и Средней Азии Иванов впервые описал этнические преступные сообщества.

#### Критика
Негативные рецензии на роман выпускались в течение 1957 года. В конце февраля в журнале «Крокодил» вышел резко критический анонимный фельетон «Аллюры храбреца». Публикация неподписанных текстов была редким явлением в «Крокодиле». В фельетоне приводился набор цитат, свидетельствующих «о недостаточной правке романа со стороны редакции», как, например: «крупная овчарка зарычала было, но тут же, узнав посетителя, подавилась и пошла к нему, развратно виляя длинным телом и сворачивая на бок морду». Вместе с тем бо́льшая часть приведённых цитат касалась выпадов В. Иванова против героев с неславянскими фамилиями. В журнале «Знамя» рецензент С. Дмитриев причислил роман к «макулатуре». Начав с констатации, что приключенческий жанр предполагает резкое разграничение добра и зла, рецензент заявил, что автора интересует «быт уголовников, их обычаи, нравы, времяпрепровождение». По мнению С. Дмитриева, это противоречит посвящению романа советской милиции. История названа «утомительно длинной». Автора обвинили в «искажении и смещении реальных процессов»: оказывается, в СССР совершенно безнаказанно действуют «гигантские шайки воров и спекулянтов». По подсчёту рецензента, в романе действовало более тридцати преступников, чьи образы тщательно прописаны. «Честных советских людей» всего два-три, и никакой существенной роли они в сюжете не играют. Описания быта и отношений преступников охарактеризованы как «безвкусные и пошлые». 14 мая 1957 года в «Литературной газете» от лица 15-летнего ученика школы ФЗО был опубликован фельетон «Правильная книга!». Сюжет романа в нём пересказывался в язвительно-издевательском ключе; критика автором алкоголизма и бюрократизма была подана как их пропаганда. В фельетоне присутствовал и неприкрытый выпад против редактора издания — Г. Прусовой.
В том же, 1957 году была опубликована обзорная статья, посвящённая проблеме правды в советской литературе. Роман «Не хлебом единым» В. Дудинцева и повесть «Собственное мнение» Д. Гранина, в числе многих других были обозначены как «извращающие правду советской жизни», «по-обывательски» трактующие борьбу партии и правительства против культа личности. В ряду осуждаемых произведений одним абзацем упомянут и «Жёлтый металл» (названный повестью), претензии к которому коренятся в «подмене идей интернационализма и дружбы народов, составляющих правду нашей жизни, идеей великодержавного шовинизма». Это должно вызвать «законное негодование» советских читателей.
В одном из частных писем В. Д. Иванов так характеризовал свой роман:

Сам я считаю, что бранили не за то, за что можно было бы. Дело в том, что в «Металле» есть излишняя жёсткость и жестокость: следствие того, что он слишком документален, слишком точен, слишком близок к фактам. Мне следовало бы глубже заглянуть в души людей, я же в отношении некоторых «героев» шёл рядом со следователем и прокурором. Вот видите какой парадокс получается: чрезмерная точность оказывается неточностью.

#### Политическое дело
Фельетон «Аллюры храбреца» заинтересовал члена ЦК КПСС П. Поспелова, который 10 апреля 1957 года обратился в отдел пропаганды и агитации союзных республик (его главой был философ Ф. Константинов), особо упирая на реплику одного из персонажей книги, оскорбительную для грузин и евреев. «То, что порой можно было услышать на бытовом уровне, проникло в печать». Поспелов в 1955 году возглавлял комиссию, тезисы отчёта которой были озвучены Хрущёвым в докладе «О культе личности и его последствиях»; Пётр Николаевич в то время считался умеренным либералом. Отдел пропаганды по РСФСР возглавлял В. Московский, который не скрывал негативного отношения к «сионистам и космополитам»; обращаться к нему было бесполезно. Фёдор Васильевич Константинов в тот же день 10 апреля потребовал объяснений от редакции издательства.
11 апреля 1957 года главный редактор «Молодой гвардии» И. Васильев представил в ЦК КПСС объяснительную, в которой каялся, что допустил в печать роман, «в котором содержатся грубые политические ошибки, в искажённом виде изображается советская действительность; роман написан безграмотным языком, изобилует пошлыми, вульгарными оборотами речи». Главным виновником была назначена редактор Г. Прусова, которая в своей объяснительной накануне подтвердила согласие всего своего начальства на публикацию. Также было объявлено, что роман «Жёлтый металл» был обсуждён на бюро ЦК ВЛКСМ 10 апреля. Бюро ЦК ВЛКСМ поручило отделу пропаганды и агитации ЦК ВЛКСМ совместно с издательством «Молодая гвардия» отозвать тираж книги «Жёлтый металл» из книготорговой сети. Доклад об этом 12 апреля 1957 года на коллегии ЦК КПСС делал глава комсомола А. Шелепин. Однако уже в конце апреля в дело вмешался главный партийный идеолог М. Суслов, несмотря на то, что руководство отдела культуры ЦК накануне встречи Н. С. Хрущёва с писателями (11 мая 1957 года) предложило начать против романа кампанию. Сам Валентин Иванов ожидал официальной проработки в прессе, которой так и не последовало. По предположению В. Огрызко, поскольку роман был написан по материалам, предоставленным центральным управлением МВД, правоохранители обратились к Суслову, убедив его не раздувать скандала и не наказывать писателя. Попытки возобновить критику в конце 1957 и летом 1958 года были пресечены А. Сурковым и М. Сусловым. 26 августа 1958 года вопрос об Иванове рассматривался на заседании Комиссии ЦК по идеологии, решение которой готовил главный редактор журнала «Огонёк» А. Софронов. В опубликованном документе содержался призыв о повышении идейного уровня приключенческой литературы, но конкретно Иванова было решено не трогать. Более того, в статье о нём, вошедшей в дополнительный том Краткой литературной энциклопедии, упоминался и «Жёлтый металл» как роман, «показывающий работу милиции», безо всяких критических оговорок. Впрочем, и в 1980-е годы по инерции появлялись заявления, что «Жёлтый металл» может «отрицательно действовать на молодёжь».
По мнению Н. Митрохина, история «Жёлтого металла», по-видимому, была одним из первых эпизодов деятельности формирующейся под эгидой ЦК ВЛКСМ и «группы Шелепина» «русской партии». «Мягкость в наказании сотрудников издательства и полное отсутствие упрёков в адрес самого автора свидетельствовали только об одном — идейной солидарности руководства ЦК ВЛКСМ с ксенофобской позицией автора и стремлением всеми силами уладить конфликт с внешними силами и в наименьшей степени пожертвовать „своими“». Критик М. Хлебников уточнял этот тезис. Сравнивая «Жёлтый металл» с другим знаковым произведением советской литературы, разгромленным критикой, — «Не хлебом единым» Дудинцева, он заметил, что в романе Иванова «очень размыто представлялось то, что нужно прорабатывать». При этом в «Жёлтом металле» впервые был показан «целый социальный материк», возникший внутри советского общества и хорошо адаптировавшийся к нему, и эта адаптация для идеологического ядра власти была опаснее подрывной деятельности откровенных противников режима. По мнению М. Хлебникова, проблемы, поднятые в романе В. Иванова, «на порядок серьёзнее унылой борьбы новаторов и консерваторов в романе Дудинцева или гимназических страданий водянистых героев „Доктора Живаго“». Именно это привело к тому, что крайне неудобный и злободневный, хотя и «неуклюже скроенный», роман для литературного начальства проще оказалось замолчать.

## Историческая трилогия Валентина Иванова

### «Повести древних лет»

#### Замысел и сюжет
Литературный критик М. Хлебников утверждал, что «неожиданный» поворот Иванова от фантастических и детективно-шпионских опытов к историческому жанру являлся следствием изначальной писательской стратегии автора. Сферой подлинного интереса писателя всегда была история; работа в популярном жанре была способом приобрести мастерство и известность у публики, своего рода «входным билетом» в литературу.
Некоторые подробности создания романа «Повести древних лет» Валентин Дмитриевич изложил в декабре 1955 года, выступая в Центральном доме литераторов (ЦДЛ). Первичным импульсом было изучение происхождения европейского расизма, в результате Иванов открыл для себя книгу графа Артюра де Гобино «История Оттара-ярла, норвежского пирата»; при этом граф сам относил себя к потомкам Оттара. Иванова удивило, что ещё в 1930-е годы в гитлеровской Германии и даже в США издавались исследования, в которых идеи Гобино о превосходстве потомков норманнов воспроизводились без всякой критики. Далее выяснилось, что Оттар действовал и на территории России, причём по хронологии получалось, что сначала славяне изгнали норманнов, а через четыре года пригласили. О том же Иванов сообщал А. Суркову, объясняя переход к историческому жанру. В духе раннего антинорманизма Иванов попытался развести норманнов и варягов, поместив последних на южных берегах Балтийского моря. Одному из своих корреспондентов Валентин Дмитриевич сообщал, что почти полтора месяца при помощи консультантов-библиографов работал в Ленинской библиотеке, проработав несколько сот книг и статей на русском и французском языках, особенно выделяя среди своих источников исландские саги, труды академика Б. А. Рыбакова и «Историю Оттара» Гобино.

Я всегда любил русскую историю. Мне даже трудно определить момент, когда у меня явилось совершенно определённое представление о самом себе, как о потомке смешения сотен народностей, которые обитали на нашем большом пространстве; была масса изменений, все эти народности — биармины и другие исчезли. Очевидно, был длительный период, когда в стране, колоссально богатой естественными ресурсами, происходило массовое и добровольное слияние народностей.

Мне всегда представлялась история нашей родины своеобразным воссоединением каким-то; я уверен, что у нас не было колонизаторского духа, захвата территории и эксплуатации её через эксплуатацию её населения.

#### История и авторская концепция
К раскрытию своей темы Иванов подошёл с эпической позиции. Его главным героем сделался исторический момент, определивший дальнейший ход событий целой страны; это требовало и соответствующих героев. В жанровом отношении «Повести древних лет» являются драматизированной исторической хроникой, в которой противостоящие герои персонифицируют противоположное развитие целых стран. Структурно роман состоит из четырёх повестей («За чёрным лесом», «Короли открытых морей», «Молотами ковано» и «Железные земли») и длинного эпилога. Лейтмотивы перетекают из части в часть, связаны они и общими героями. В центре повествования судьба повольников — переселенцев из Новгорода Великого на побережье Белого моря. Вместе с охотником Доброгой осваивать неведомые земли идут мастер-кузнец Одинец с невестой Заренкой. Поселенцы строят посёлок, налаживают контакт с биарминами и подвергаются нападению норманнов, пиратов, отличающихся беспощадной жестокостью. Возглавляет их ярл Оттар, который автором был показан как целое зловещее явление, своего рода раковый метастаз, на века затормозивший развитие всей Европы. Он воплощение силы и алчности, которую можно одолеть только другой силой. Сила эта — единство, чувство Родины и Отечества. Как отмечал историк А. Г. Кузьмин, Иванов не стал автором строго исторического романа, у него была принципиально иная задача, выраженная в предельно откровенном виде эпиграфами. Как выразился М. Хлебников, эпиграфы выражали уровень писательской амбиции: высказывание Гёте («Нет гения без длительного и посмертного действия») и предваряющее его заявление панслависта Юрия Венелина: «Русский народ всей своей громадной массой не мог вдруг в 862 году размножиться и разлететься сразу, как саранча, его города не могли возникнуть в один день. Это аксиома».
Собственно, именно эта авторская установка более всего критиковалась профессиональными читателями, особенно специалистами по Древней Руси. В. Т. Пашуто в обзоре советской исторической беллетристики отмечал, что роман Иванова создаёт превратное представление об истории Древней Руси. Якобы в Новгороде IX века существовало реальное народовластие, всем гражданами были поняты основы Новгородской Правды: «очевидно-человечное признание равного права всех людей на вольность и на блага земли». Противопоставляя древнеславянскую общность норманнам, Иванов впал в крайность «слащавой идеализации» новгородцев, отрицая у них наличие смертной казни. Более того, новгородцы-язычники считали чародейство и колдовство делом тёмным, несовместимым с честью. Таким же выступает и Доброга в отношениях с биармийцами. Пашуто не без раздражения называет «благословенный оазис Биармии» «нелепостью», учитывая, что именно в IX веке происходили постоянные военные походы русских дружин на земли Византии, Кавказа, Прибалтики. В. Т. Пашуто так понимал авторский замысел: в противопоставлении «западным титулам, гербам, замкам и богатым невестам» потомки Одинца и Доброги изо всех славянских земель с неотвратимой силой «выплавили» собственным трудом и дружбой монолит на одной шестой части всего земного шара. Историк отмечал, что писатель волен отстаивать честь своей Родины, но объективно из ложного понимания норманнской проблемы родилась антинаучная концепция обособления истории России от «Запада». Историк В. В. Каргалов также обратил внимание на идеализацию древнейшего Новгорода, хотя признавал, что Иванову ради исторической достоверности пришлось упомянуть существование в городе бояр и их захребетников. В то же время по Иванову в Новгороде не было условий для возникновения княжеской власти, что иллюстрируется попыткой боярина Ставра захватить власть при помощи норманнов. Он получил отпор земской силы, объединявшей все имущественные слои населения; после изгнания Ставра народ и старшины клянутся не забывать его чёрного дела и нерушимо держаться Правды. Предельно идеализировано бескорыстие повольников Доброги (собственно, на это прямо указывает его имя). В действительности отряды ватажников, шедшие по северным рекам, снаряжались на средства бояр, и боярские приказчики обкладывали местные племена данью из мехов, моржовой кости и подобных ценных товаров. Иванов сделал торговлю мехами главной основой богатства Ставра, намеренно умолчав о том, что в действительности основой благосостояния бояр были их вотчины, из которых, собственно, и поступали товары для торговли. При этом В. Каргалов очень высоко оценивал литературные достоинства романа, которые контрастируют с авторской концепцией.
М. Хлебников подчёркивает, что «Повести древних лет» сделались «визитной карточкой» писателя, который и в 1960-е годы именовал этот роман «основным» в своём творчестве. Литературный уровень его несопоставим с ранними фантастическими и приключенческими произведениями. Даже недоброжелательно настроенные критики признавали, что в «Повестях» представлен ряд убедительно прописанных, литературно и исторически достоверных героев. Особой удачей автора были боевые сцены, поданные жёстко, динамично, но не скатываясь в натурализм, ибо Иванову было особенно важно воссоздать психологическое состояние далёких предков, когда первоначальная растерянность перед лицом коварного нападения прекрасно отлаженной военной машины викингов сменяется совсем другими мыслями и эмоциями. Победа над захватчиками есть не только следствие владения воинским искусством, но и путь осознания собственной правоты, чувства родственной близости к соратникам по оружию.

### «Русь изначальная»

#### Замысел и создание
Роман «Русь изначальная» обеспечил своему автору наиболее широкую известность и признаётся главным и лучшим произведением Иванова. В романе был представлен резко критический образ Византийской империи VI века, заложивший основу мифа, который оказал существенное воздействие на умы образованной публики, зачастую это произведение цитируется сторонниками славянского неоязычества в качестве исторического труда. Историк и писатель Дмитрий Володихин включал роман в ряд классических романов русской литературы, по которым образованный человек воспринимает исторические события.
В переписке от ноября 1957 года Иванов сообщал, что работает на темой «эпохи дальней, о которой ещё никто не писал». Своим корреспондентам он писал, что начал работать с конца — с известного по историческим источникам набега славян на крепость Топер через Балканы на берег Эгейского моря. Ничтожное число потерь соотносилось с рейдами Александра Македонского или фельдмаршала Румянцева, а также личным военным опытом автора-кавалериста, и не вызывало недоверия к древним источникам. Однако именно успешный захват отрядом славян численностью в 1200 человек византийской крепости побудил писателя задаться вопросом, «можно ли проткнуть империю как глыбу сыра штыком». Собственно, византийские главы и были развёрнутым ответом на этот вопрос. Книга вышла в свет в сентябре 1961 года, и тираж был мгновенно распродан. В целом Валентин Дмитриевич признавал, что выход его романа в свет был следствием «счастливого стечения обстоятельств», поскольку произведения исторического жанра вычёркивались из издательских планов. Недоумение редакции вызвали и византийские главы, занимавшие основную часть текста. Внутреннюю рецензию для издательства писал академик Б. А. Рыбаков, который беспокоился только о том, «чтобы для молодёжи не было скучновато».

#### Содержательные особенности
Время действия «Руси изначальной» — VI век нашей эры, когда происходил распад родового строя у приднепровских (восточных) славян. Связанные общностью речи, быта и культуры, вынужденные обороняться против разбойничьих набегов кочевников, приднепровские славяне осознают необходимость действовать сообща. Центром объединения стала слободка на границе леса и степи, гарнизоном которой — пять десятков взрослых воинов и тридцать подростков на воинском обучении, посылаемых племенным князь-старшиной, — командует воевода Всеслав. Всеслав хочет приохотить больше молодых людей к ратному делу, что вызывает подозрение и недовольство старшин. Верным помощником его стал молодой воин Ратибор. Вскоре на слободу совершает набег передовой отряд хазар. В результате всё больше и больше представителей родов и племён ищет защиты у Всеслава. Лишь новый набег хазар, погубивший множество племенных городков, принудил славянскую общину объединяться, и центром нового единства могла быть только слобода князя Всеслава на речке Рось. Далее Всеслав даёт всем племенам старшин своей волей — из кровных побратимов, спаянных воинской службой. После объединения Поросья единое войско под началом воеводы Ратибора вторгается в Ромейскую империю ради славы и добычи. Полученные на юге ресурсы позволят присоединить северные племена.
Действие второго сюжетного пласта романа разворачивается в Византии эпохи Юстиниана I. А. Г. Кузьмин полагал, что в восприятии византийских реалий Иванов был солидарен с Александром Герценом, который в спорах со славянофилами считал Ромею «Римом без воспоминаний и угрызений совести», а православие — «апатичным католицизмом». Георгий Плеханов также связывал с «византинизмом» худшие черты русского самодержавия. Тем не менее, по мысли Кузьмина, Иванов подводил читателя к аналогичным оценкам совершенно самостоятельным путём. Описывая будни двора и улиц Константинополя, он стремился понять власть Византии изнутри, психологически. Это делается на контрасте между ожиданиями от власти «варваров» (неважно, готов или славян), которым требовалось эффективно вести общественные дела. Поэтому у варваров существовала выборность, а неудачливого вождя народное собрание могло не только изгнать, но и принести в жертву богам. На Востоке, в том числе римском Востоке, власть — это господство, освящённое государственной религией. У варваров воины-люди связаны совестью, у ромеев подданных скрепляет насилие государства. Весьма показательны и эпиграфы, которыми вводятся византийские главы романа. Однако писатель показал, что империи было под силу развратить варваров, приучить их к своим застарелым порокам. В результате синтеза между двумя параллельными повествованиями так и не получилось, и «русская» тема прозвучала в романе приглушённо. Кузьмин полагал, что в первую очередь это происходило из-за конфликта авторской концепции и исторической добросовестности писателя. Выводя Русь от речки Роси, Иванов был вынужден описывать племя в несколько сот человек — больше бы не поместилось на этой территории.
По мнению В. В. Каргалова, произведение Иванова исторически недостоверно. Сделав главными противниками россичей хазар, он проигнорировал реально существовавший племенной союз — Аварский каганат, господствовавший в VI веке в Северном Причерноморье. Именно его хорошо сплочённые силы и должны были явиться импульсом к славянскому единству, а не летучие отряды хазар. Объяснение этому предложил В. А. Шнирельман, связывая создание хазарского мифа Иванова с антисемитскими мотивами, выраженными в «Жёлтом металле». Шнирельман также подчёркивал, что по историческим обстоятельствам хазарская тема не должна была прозвучать в «Руси изначальной», однако именно эти племена писатель избрал как олицетворение Степи, враждебной славянскому Лесу. Для решения авторской задачи Иванов пошёл на явный анахронизм, убеждая читателя, что хазары исповедовали иудаизм уже в первой половине VI века и считали себя богоизбранным народом. Иванов основывался на работе М. И. Артамонова, который считал, что обращение хазарской аристократии в иудаизм привело к расколу народа, поскольку низшие сословия исповедовали другую веру и не придерживались Закона. В. Шнирельман считал, что использование словосочетания «мудрецы с юга», которые обратили хазарских ханов в иудаизм, намекало на «сионских мудрецов». Именно это внутреннее разделение объясняло победы россичей над численно превосходящими их силами хазар. В эпилоге романа автор-рассказчик выражал надежду, что у россичей «не привьются учения злобных пророков».

#### Критическое восприятие
Вопреки заявлениям, что роман Иванова был проигнорирован критикой, «Русь изначальная» вызвала ряд профессиональных рецензий и неоднократно становилась предметом рассмотрения как историков, так и литературоведов. В обзорной статье Е. Поляковой подчёркивалось право писателя «заменить историю», дополнить
скудные её данные интуицией, воображением, сделать книгу, которую читатель примет как бесспорную. Главным недостатком, по мнению рецензента, был принципиальный антиисторизм (точнее, внеисторизм) писателя, который сложную историческую диалектику попытался заменить упрощённой схемой, выраженной в описаниях простого и здорового быта россичей, противопоставленному яду соблазнов умирающей Византии. Е. Поляковой показалось странным, что россичи, отвергая христианскую проповедь, сами поклоняются единому богу, но полемизируя с греческим пресвитером, рассуждают так, «словно каждое племя
уже подписано на серию антирелигиозных брошюр издательства „Знание“». Впрочем, победу в споре с пресвитером одержал образованный грек Малх, который остался у славян, поняв, за каким народом будущее. «Таких всепонимающих героев, с лёгкостью ориентирующихся в грядущем, в „Руси изначальной“ множество». То же относится к народу россичей в целом: они не только наделены всевозможными личными добродетелями, но и полны предвидения великой миссии русского народа. Это и вызывает главную претензию рецензента, поскольку в книге есть огромное число хронологически и исторически точно описанных событий, приключений молодых славян, битв, походов, свадеб и похорон, нет только одного: «самой жизни VI века и людей её».
Напротив, в рецензиях Е. С. Громова и А. Смирновой подчёркивается огромный объём научно-исследовательской работы, проделанной Ивановым, целью которой является реконструкция тех нравственных начал, которые подготовили расцвет и великое будущее народа. Собственно, и колорит эпохи, в котором «всецело доверяешь автору», создаётся не архаизацией строя речи или описанием реалий VI века, а воспроизведением мышления, которое могло быть у людей той эпохи. В то же время Громов сетовал, что в сюжетном отношении «росские» и «византийские главы» слабо связаны между собой, композиция параллелизма не способствует цельному восприятию книги. Достаточно сказать, что в первом томе три больших главы подряд посвящены Византии, а не россичам, то же характерно и для второго тома. Рецензент, однако, признавал роман «умным и талантливым» и посчитал, что Иванову удалось показать, как героическое начало прошлого проявляется и в характере современного человека, что связывает прошлое и настоящее. А. Смирнова углубила оценку тех же особенностей. Параллельная композиция романа позволяет противопоставить те начала в жизни славян, которые подготовили объединение их племён, тогда как Византия разъедает себя изнутри. Князь Всеслав стремится уберечь своих людей от угрозы извне, император Юстиниан — удержать власть любой ценой. Рецензент безоговорочно признаёт роман «значительным произведением современной литературы».
В. Д. Оскоцкий в 1972 году отметил, что Иванов «интересно освоил неизведанные пласты истории», но не одобрял именно внеисторичность авторского замысла. Соответственно, идеи народоправия и общерусского единства являются универсальными и вневременными, охватывая росских хлебопашцев, охотников и воинов. Описания их «здорового быта» обозначены как «навязчивые», в противовес очернению Византии — величайшей цивилизации тогдашнего мира, приобщение к которой и помогло раскрыть славянам потенции самобытного развития. В частной переписке Иванов на подобную критику высказался так: «Не нравится критикам, что мои русские не дикие. Что ж сделаешь тут?»
Уже после кончины Иванова негативную оценку его романа высказал и Л. Н. Гумилёв. С его точки зрения, фантазия писателя свободна, но убедительным для читателя автор становится, только когда располагает надёжными историческими источниками. В «Руси изначальной» таково описание восстания «Ника». Как только автор отрывается от источников, «жанр романа из исторического превращается в фантастический». Например, Иванов изобрёл названия славянских племён: «илвичи», «каничи», «россавичи», собственно россичи. Хазары во время действия романа обитали в низовьях Терека, а в Причерноморье господствовали авары. Упоминание послов Юстиниана в Саркеле, основанном спустя 180 лет, вызвало сравнение: «как если бы Пётр I договорился бы с Цыси в Порт-Артуре». Использование славянами сабель в VI веке (заимствованных у кочевников полтысячелетия спустя) вызвало ассоциацию с «наступлением на Москву танковых колонн Наполеона». Впрочем, главной проблемой Л. Гумилёв считал отсутствие «связно написанных» исторических книг, на которых мог бы основываться романист.
Критик Вячеслав Горбачёв считал, что в основе романа были поставлены три вопроса: что такое Русь, что такое цивилизованный мир и какую роль играла церковь как средство и оружие идеологической обработки народов. В рецензии Владимира Соболя, опубликованной в журнале «Нева» в 1994 году (отзыв был вызван архангельским переизданием, вышедшим в предыдущем году), упор сделан на проблемах, волновавших постсоветское общество: сравнение между зарождающимся народом и гибнущей империей, ненависть к государству как к принципу и к культуре как оковам свободного человека. Выявлено и известное противоречие: писателю отвратительна жестокость, с которой было подавлено восстание «Ника», но одновременно он восторженно описывает, как славяне-лучники уничтожили пять тысяч ромейских конников. Рецензент полагал, что это столкновение людей, свободных жертвовать собой, с одной стороны, ради платы (наёмники-византийцы), с другой — ради богатой добычи (россичи). В то же время несколько принуждёнными, искусственными названы рассуждения Малха — изгоя, «философа по страсти», в котором прорывается вовне «европейская культурная традиция, которая делает чужих по крови родными нам по духу». Двойственность обнаруживается в трагическом описании завершения итальянских войн; в общечеловеческом смысле гибель готов ничем не отличается от исчезновения славянских родов при хазарском набеге и от смерти тех же хазар под мечами росских воинов. Порыв Малха к свободе оказывается кратким, лишь в те дни, пока он, сбежав от рабства Империи, не попал под росскую племенную дисциплину. Из небольшой племенной дружины три века спустя составится Киевская держава.

### «Русь великая»

#### Авторская концепция. Отчуждение и идеализация
В переписке Иванова работа над новым замыслом упоминается непосредственно после публикации «Руси изначальной». В послании Г. С. Беляеву 23 ноября 1961 года он писал: «Хочу я быть в XI веке. Это — у нас Владимир Мономах, в Европе — завоевание Англии норманнами, первый крестовый поход. В Азии кочевники клубятся у Великой стены. В Римской империи — Генрих, у которого была русская княжна-жена, дождётся Каноссы. И весь мир неспокоен, весь мир бурлит не хуже, чем ныне, хотя было в нём людей куда поменьше…». В письме от 24 мая 1962 года он сообщает, что «Владимир» «почти не подвинулся». В письме от 7 февраля 1962 года Иванов поделился некоторыми особенностями своего писательского метода: как таковой техники у него не было, «нужно стараться писать и писать»; ранее написанное не следует исправлять и перерабатывать, «возвращаться к пройденному скучно». В замечаниях для редактора рукописи, датированных 1965 годом, Валентин Дмитриевич указывал, что представил горизонтальный разрез определённого исторического момента по всему миру. Согласно его мысли, роман, охватывающий историю только одной страны, обедняет читателя, который путает эпохи. Главной своей задачей Иванов поставил продемонстрировать широкому читателю, что Русь в XI—XII веках была самым культурным и сильным государством в Европе.
Уже после выхода в свет романа «Русь великая» (автор использовал написание «Русь Великая») Иванов писал в 1967 году одному из корреспондентов, что последние три года работы в первую очередь «толкался в понятие „отчуждение“». Отчуждение Иванов трактовал как кризис отношений с объективностью, искажение отношений с реальностью, при котором личность превращается или самопревращается в средство. Согласно мнению Иванова, коэффициент отчуждения «на той Руси» был ниже, чем в Европе и Азии, что и было продемонстрировано в романе. Вернулся писатель и к размышлениям о натурализме в литературе, под которым стал понимать остранение прошлого. Это произошло, по мнению Иванова, оттого, что европейские, а за ними и русские учёные стали буквально понимать метафоры поэтов и образы прозаиков прошлого, породив «псевдомир». Как всегда, писатель пользовался личным опытом многолетних разъездов по СССР, в том числе очень отдалённым его уголкам. Ещё работая над «Повестями древних лет», он вспоминал, что в довоенном Омске с трёхсоттысячным населением только 15 % площади улиц имели мощение, отсутствовали дождевая и фекальная канализация, но при этом даже в распутицу можно было пройти по любой улице, «не потеряв калош». Малая плотность населения способствовала «деревенскому» облику старых русских городов, которые отличались от западноевропейских. «В любой деревне, где нет канализации, водопровода и мощения, и сейчас люди живут, как тысячу лет назад». Это определяло восприятие Ивановым исторических источников. Он приводил в пример, когда на охоте будущему писателю довелось полтора месяца провести в глухом сибирском углу:

Вообразите, что я потом задумал бы всё изобразить по точной правде, да не забыть описать и руки с непромытой грязью и лохмотья — была осень 1946 года, и дальняя деревня обносилась дотла. Получилась бы стоянка дикарей и — гнусная ложь, ибо у меня от той осени живёт светлое воспоминание, и люди, там встреченные, помнятся мне совсем не теми, каких дали бы фотографии и магнитофонная запись.
Аналогичным образом Иванов объяснял свои взгляды на нравственность и на преступность в Древней Руси. Он проводил аналогии со статистикой 1900 года, по которой в патриархальных губерниях — Олонецкой и Новгородской — число осуждённых за квалифицированные преступления было ниже, чем по империи в целом. Учитывая, что в XI веке численность населения была примерно в двадцать — двадцать пять раз меньше, чем в XX веке, в условиях родовых отношений скрыться, сбыть украденное и награбленное было намного сложнее. Быт, численность населения и редкость его размещения сами по себе препятствовали преступности. Русская Правда легализовала самосуд в состоянии аффекта, на месте, но запрещала личную месть.

#### Содержание
В жанровом отношении писатель обозначил «Русь великую» как роман-хронику XI века. В отличие от «Руси изначальной», хроника Иванова не имеет единого сюжета. А. Г. Кузьмин определил композицию как «путевые очерки по странам и континентам через XI век, размышления о судьбах стран, народов, идей, приводивших в движение массы, сцены из жизни, характеристика лиц — реальных и воображаемых». Каждая глава романа — небольшое историческое произведение со своей системой образов, развитием действия, внутренним смыслом. В то же время все главы составляют единый роман, в котором общим сюжетом является становление русского государства на фоне мировых исторических катаклизмов. Стилистика романа носит притчевый характер, первая глава начинается с описания рек, ключей, родников, подготавливая читателя к подвижности мира XI века. Роман получился открытым в буквальном смысле: действие первой и второй глав происходят на Руси и в Таврии, в третьей — в Англии, Дании, далее в Центральной Америке, возвращение на Русь и дальнейшее движение на Восток, где дед Чингисхана отправляется в посольство в Китай династии Сун. Текучесть времени оставляет впечатление незавершённости романа; в отличие от «Повести древних лет» и «Руси изначальной», в романе-хронике нет эпилога. Действие обрывается на полуслове, оставляет финал открытым перед грядущими веками. Кузьмин утверждал, что аналогом ивановского романа в советской литературе позднее выступил роман-эссе Владимира Чивилихина «Память».
В. В. Каргалов оспаривал определение «роман-хроника», предлагая воспринимать «Русь великую» как «роман-раздумье», предлагающий поиск ответов на большие и сложные вопросы истории, первый из которых, почему Руси суждено было сделаться «Великой». Главный из ответов таков: не могут процветать общества, родившиеся из рабства и выросшие на рабстве, такие как Византия и Китай эпохи Сун. Остановившееся в развитии общество поощряет старое, привычное, запускает процесс выживания худших. Душа человека жаждет свободы, без которой немыслимо творчество.
«Русь великая» — концептуальный роман, который М. В. Прокопова предлагала называть философским. Поскольку главным действующим лицом романа является история во всей массе составляющих её народов, в произведении отсутствуют главные герои, заявленные со всей очевидностью. Более того, в «Руси великой» отсутствует сюжет, каждая глава имеет свою систему образов. Коллективный герой — русский народ — представлен как историческими персонажами (Владимир Мономах), так и вымышленно-собирательными — бояре Стрига и Андрей. Эти образы необходимы для обозначения различия власти-господства и власти-организации, заявленного ещё в «Руси изначальной». По мысли Иванова, русская власть-организация не направлена на подавление личности. Князья «Руси великой», хоть и княжат по праву рождения, но должны быть приняты той землёй, которой правят: Изяслав Владимирович «был принят кривской землёй как родовой князь, свой, отчинный», полоцкий князь Всеслав в междоусобных княжеских ссорах не потерял престола, потому что «его Земля от себя не пустила». На Руси существует обратная связь народа и власти: народ в любой момент мог потребовать от князя исполнить свою волю. Ярослав, бежавший от убийц Святополка, был остановлен новгородским вече, которое «постановило: биться за князя Ярослава, не хотим, чтоб в старших князьях сидел Святополк… Мы, Господин Великий Новгород, так решили, тому и быть». Вся пятая глава «Крепче стань в стремя» посвящена боярину Стриге, воину, поставленному держать крепость Кснятин, заслон русских земель от Степи. Действие укладывается в один день, в течение которого раскрывается облик истинного носителя гуманизма русской культуры. Именно в этой главе появляется связь с предыдущим произведением «Русь изначальная», поскольку Стрига со своей женой Еленой читают «древнюю книгу Малха о старинных князьях Всеславе, Ратиборе и других, о годах, когда русские звали себя россичами». Это иллюстрирует преемственность поколений на Руси. Стрига — это выражение народного духа, неизменного и прочного, но в то же время не знающего застоя, внутренней успокоенности и ограниченности. И сам боярин — образцовый народный герой: защитник своей земли, мыслитель, активный творец культуры. Высказывалось мнение, что образы воина-мудреца Стриги и его молодой жены были перенесением в Древнюю Русь реальной семейной пары — Ивана Антоновича и Таисии Иосифовны Ефремовых.

#### Оценки критиков
Роман-хроника вызвал большой интерес критиков, которые высказали широкий спектр мнений. Собственно, роман создавался во время дискуссий 1960-х годов о роли русской культуры в СССР и предвосхитил вторую волну публикаций в 1968—1969 годах на ту же тему. Начало дискуссии положил В. А. Чалмаев в статье «Неизбежность», в которой поднял вопрос о подмене духовных потребностей материальными, вечных, а потому и истинных, ценностей — сиюминутными и поддельными. В «Неизбежности» только вышедший роман-хроника Иванова был назван в ряду других произведений, знаменующий «начало нового этапа освоения русской истории». В. Д. Оскоцкий уже на излёте дискуссии в 1972 году выступил против и статьи Чалмаева, и романа Иванова (эти суждения критик затем повторял в своей монографии о развитии жанра исторического романа). Оскоцкий назвал конструкцию «Руси великой» «наивной», прямолинейно противопоставляющей Русь и Европу как непримиримые, враждебные полюса добра и зла; события русской истории даны в непременно идиллическом освещении. Критик обвинил писателя в передёргивании исторических фактов: «словно бы ослепление князя Василька Теребовльского было действием более благородным и гуманным, чем отравление базилевса Цимисхия». Сюжетные коллизии романа направляет не историческая реальность, а произвол авторской мысли. По мнению В. Оскоцкого, неисторическая концепция Иванова «мстит» ему. В. Перцовский пришёл к выводу, что Иванов «мистифицирует историю» при всей его искренности лирического пафоса и исторической добросовестности. Колоссальный масштаб изображения, однако, мертвенен, многочисленные герои романа — не живые люди, это воплощение «нравственных корней», «духа» того или иного народа. По мнению критика, литературная цель не оправдывает средств её решения.
А. Г. Кузьмин отметил, что роман кажется незавершённым. Вероятно, его автор, пересмотрев ранее высказанные идеи, поставив заново вопросы, «не стянул их прочными обручами, не объяснил, чем его не удовлетворили прежние осмысления». Неясной критику осталась и связь глав-эпизодов между собой и темой Руси Великой. Трудно понять, зачем был нужен объёмный экскурс в доколумбову Мексику, не слишком органично описание Китая, в котором закладывались основы нового варианта «притязаний на миродержавие». Автор как бы спешил захватить как можно больше сравнительного материала, не оставив себе сил на детальную художественную разработку. «Потом не было. У книги нет даже необходимого эпилога. Она так и осталась распахнутой и в глубь веков, и в будущее, на Запад и на Восток». По сравнению с предыдущими романами менялись исторические взгляды Иванова: он вернулся к германскому происхождению варягов, в Константинополе варанги-скандинавы сменились стражами-англичанами. У славян появились многоступенчатые, под стать викингам, генеалогии. Тиун Лутовин из земли вятичей знал свой род до четырнадцатого колена, ибо «без рода нет чести». Кузьмин отметил, что в романе заметна неустойчивость, даже неуверенность, авторских оценок власти и степени централизации, что отчасти объяснялось избранным временем повествования.
В 1980-е годы отношение критиков к роману существенно изменилось. В. А. Юдин назвал роман самобытным и высокопатриотичным и сетовал на «заговор молчания» вокруг книги. Большим достоинством критик назвал интеллектуализацию произведения, поиск вечных ценностей духа и чувств у современника и его далёких предков, несмотря на глубокую давность изображаемых событий. Писатель решительно отметает распространённые на Западе версии о «дикости» «варваров-славян». Юдин высоко оценивал отзыв Вячеслава Горбачёва, который считал «Русь великую» прямым продолжением «Руси изначальной», ставившей те же вопросы на более высоком уровне обобщений. Главные выводы автора — сила ведёт к насилию, но оно бесплодно, ибо Правда сильнее Зла.
А. И. Филатова считала главным в «Руси великой» выявление того, как в человеческой психологии отразились закономерности истории и каковы взаимоотношения человека и истории. В этом плане исследовательница дискутировала со всеми критиками, поскольку заявила, что Иванов был далёк от эмпирического воспроизведения эпизодов средневековой жизни, автор берёт на себя функции летописца и стоит над героями, оценивая происходящее и происшедшее. В известной степени он написал публицистический роман, наполненный актуальными для себя проблемами. Ключевым для раскрытия авторской идеи становится сопоставление различных исторических путей с тем, который проделала Русь. По мысли писателя, важнейшим фактором формирования самобытного государства с собственной культурой выступает язык, отчиной русской был не Ильмень и не Днепр, а Глагол. В главе о путешествии Владимира Мономаха передана необозримость русских земель, на которых везде звучит русское слово. По привычному для Иванова методу в этой главе постоянным лейтмотивом является память о Святославе, с которым сопоставляется деятельность князя-объединителя. Даже Стрига, давая клятву отстоять Кснятин, говорит, что со Степью нужно воевать по-святославовски. Философские диалоги героев призваны показать глубокую историчность памяти, того, что повседневная жизнь героев прошлого не отделена от ещё более глубокого прошлого. Так, жители Тмутаракани пытаются измерить, сколько земли наросло у стен храма, построенного Мстиславом в честь победы над Редедей, и пытаются сосчитать, сколько с тех пор людей отжило. Согласно А. Филатовой, в концепции ивановского романа рядом со Словом-Глаголом второй подпорой традиции выступает Обычай. Демонстрация этому представлена в линии путешествия Гиты и её свадьбы с Владимиром Мономахом. История служит поверению истинности традиции. В этом контексте важно, что в «Руси великой» нет ни одного персонажа, находящегося в стадии становления, все герои — зрелые, состоявшиеся люди, которые хотят понять судьбу своей страны.

## Экранизации произведений
Попытки перенести произведения Иванова на экран предпринимались ещё в 1950-е годы. Георгий Тушкан в обзоре возможностей приключенческого и фантастического жанра в кино называл Иванова (вместе с Виктором Сапариным, Георгием Брянцевым и другими) потенциальным сценаристом научно-фантастического кино. В архиве писателя сохранилась апрельская переписка 1958 года со сценаристом студии «Узбекфильм», который попытался написать сценарий по мотивам романа «Возвращение Ибадуллы»; с ним был даже заключён официальный договор. Однако продолжения этот проект так и не получил. В переписке с читателями 1960-х годов часто поднималась тема экранизации «Руси изначальной» и «Руси Великой». Иванов был пессимистичен. В послании от 25 мая 1962 года он заявил, что невозможно сыскать «столь безумного режиссёра или директора студии, которые взялись бы за древнеисторический сюжет», но при этом отметил, что сам бы первым возразил, если бы по мотивам его серьёзного произведения был бы «сооружён этакий коммерческий фильм». Голливудские дорогие постановки он обозначал термином «псевдо». Лишь в конце жизни писателя, в 1973 году, Роман Давыдов привлёк Иванова как сценариста для создания мультипликационного рисованного фильма «Детство Ратибора». Фильм воспевал героизм древних россичей, в полном согласии с оригиналом, и был вписан в достаточно широкий контекст. В период с 1965 по 1986 год кинематографисты СССР создали десять анимационных фильмов, представлявших сконструированное славное прошлое Древней Руси и условно-славянского мира.
В 1986 году был поставлен полнометражный двухсерийный фильм «Русь изначальная», предназначенный прежде всего для молодых зрителей. По словам Э. М. Лындиной, создатель фильма Геннадий Васильев в первую очередь стремился вернуть зрителям историческую память, помочь «постигнуть непреходящую связь поколений». Объёмную рецензию на фильм представил сценарист и кинокритик Леонид Нехорошев. Свою статью он начинал с риторического вопроса: «Можно ли создать фильм о далёком прошлом, о котором ничего или почти ничего не известно?» По мнению Нехорошева, сама по себе скудость исторических данных не может явиться препятствием к созданию произведения, отмеченного подлинным историзмом, примером чего является «Александр Невский» Сергея Эйзенштейна. Литературный текст Иванова при этом не мог служить руководством режиссёру, поскольку роман «Русь изначальная» в тех частях, которые касаются Руси, основан всецело на фантазиях писателя, больше половины книги посвящено Византии и византийцам, и эти главы намного более ярки и убедительны, несмотря на авторскую установку противопоставить чистоту и благородство славян козням обитателей Второго Рима.
Нехорошев утверждал, что первоначальный вариант сценария «Руси изначальной» был слаб и хаотичен, а заявленная тема объединения славянских племён вообще не была выражена сколько-нибудь заметным образом. В окончательном варианте, по которому был снят фильм, внесённые правки не привели к достижению качественно иного драматургического уровня. «Пороки драматургической основы приобрели в картине прямо-таки наглядный характер». Первая серия включала затянутую экспозицию к «византийской» линии, а во второй серии много места занимали сражения с хазарами, собственно, сцен с россичами оказалось очень мало. Событийный ряд зачастую представлен без правдоподобной мотивировки, и зритель, не читавший романа, даже не поймёт, о ком, собственно, идёт речь. Критик писал, что и оператор, и художник-постановщик не озаботились минимальной достоверностью происходящего на экране. Актёрская игра также названа «аттракционом»: даже Иннокентий Смоктуновский «отчаянно комикует, преувеличенно испуганно вращает глазами. Где уж тут говорить о реальном историческом образе императора Юстиниана». «Дефицит душевных движений авторов возмещается эрзацем эмоций», выраженных в многочисленных сценах насилия и казней, поставленных подробно и детализированно.
Впоследствии мнения критиков изменились. Вдова писателя — В. Путилина — оценивала фильм как «сохранивший дух романа». Политолог Г. Ю. Филимонов, рассуждая о стратегии духовно-нравственного воспитания в России XXI века, приводил примеры фильма Геннадия Васильева и мультфильма «Детство Ратибора» как «едва ли ни единственного заслуживающего внимания отечественного художественного фильма, непредвзято повествующего о быте древних славян дохристианской Руси». Роман и фильм были подвергнуты критике В. А. Шнирельманом и обозначены как антихристианские по духу. Кроме того, впервые на широком экране были показаны славяне-язычники с их ритуалами, стилистика которых была живо подхвачена в неоязыческих кругах. По мнению А. А. Бескова, Шнирельман, скорее всего, использовал статью Ю. Вишневской в парижском эмигрантском журнале «Синтаксис» и вряд ли лично смотрел фильм. Режиссёр Геннадий Васильев к 1980-м годам создал фильмы «Финист — ясный сокол» и «Василий Буслаев», ставил перед собой задачу «открытия истоков» у молодёжи, и антихристианские мотивы в фильме, по мнению Бескова, совершенно не очевидны. М. Н. Лукашев одобрительно отозвался о достоверности демонстрации борьбы VI века в романе и фильме, с её запретом на подножки и удушение.